# Чемпионат Латвии по кёрлингу на колясках среди смешанных пар
Чемпионат Латвии по кёрлингу на колясках среди смешанных пар (латыш. Latvijas čempionāts ratiņkērlingā jauktajiem pāriem) — ежегодное соревнование латышских смешанных парных команд (смешанных пар, в составе один мужчина и одна женщина) по кёрлингу на колясках («паралимпийский кёрлинг»; англ. wheelchair curling). Проводится с 2020 года. Организатором является Ассоциация кёрлинга Латвии (латыш. Latvijas Kērlinga Asociācija).
Победитель чемпионата получает право до следующего чемпионата представлять Латвию на международной арене как сборная Латвии.

## Годы и команды-призёры
Составы команд указаны в порядке: женщина, мужчина, тренер.
| Год  | Золото                                                                    | Серебро                                                                                 | Бронза                                                                                  | Место на чемпионате мира |
| 2020 | KKR/P.Rožkova S.Djačenko (Рига) Полина Рожкова / Сергей Дьяченко          | KKR/D.Dadzīte O.Briedis (Рига) Diāna Dadzīte / Оярс Бриедис                             | ALL/J.Pavlovska-Killiane A.Dimbovskis Jūlija Pavlovska-Killiane / Александрс Димбовскис |                          |
| 2021 | чемпионат не проводился                                                   | чемпионат не проводился                                                                 | чемпионат не проводился                                                                 |                          |
| 2022 | KKR/P.Rožkova A.Lasmans (Рига) Полина Рожкова / Агрис Ласманс             | ALL/J.Pavlovska-Killiane A.Dimbovskis Jūlija Pavlovska-Killiane / Александрс Димбовскис | —                                                                                       | 5                        |
| 2023 | Alliance/Rožkova Dimbovskis (Рига) Полина Рожкова / Александрс Димбовскис | CC Rīga/Ponaskova Lasmans Diāna Ponaskova / Агрис Ласманс                               | CC Rīga/Melle Briedis Ieva Melle / Оярс Бриедис                                         | 1                        |
| 2024 | SK OB/Rožkova Lasmans (Рига) Полина Рожкова / Агрис Ласманс               | Alliance/Pavlova Dimbovskis (Рига) Gaļina Pavlova / Александрс Димбовскис               | CC Rīga/Meijere Briedis Linda Meijere / Оярс Бриедис                                    | 7                        |
| 2025 | SK OB/Rožkova Lasmans (Рига) Полина Рожкова / Агрис Ласманс               | CC Rīga/Meijere Briedis Linda Meijere / Оярс Бриедис                                    | ALL/Janeviča Dimbovskis (Рига) Irīda Janeviča / Александрс Димбовскис                   | .                        |